# Hildener Stadtwald, Bereich Sandbach-Krebsbach
Das 27 ha große Naturschutzgebiet Hildener Stadtwald, Bereich Sandbach-Krebsbach mit der Kennung ME-033 liegt östlich der Stadt Hilden im Kreis Mettmann. Es liegt im Hildener Stadtwald – östlich der A3 gelegen – und bildet einen Verbund mit dem wenig südlicher liegendem 2 ha großen Naturschutzgebiet Hildener Heide, östlich Taubenberg (ME-034), dem etwas weiter südlich gelegenen 9 ha großen Naturschutzgebiet Hildener Stadtwald, Bereich Biesenbach (ME-026) und dem südöstlich gelegenen 36 ha großen Naturschutzgebiet Hildener Heide, Schönholz (ME-003). Weiter liegen im Südosten noch das 9 ha große Naturschutzgebiet Sandberg (ME-035) und südlich davon das 8 ha große Naturschutzgebiet Hildener Heide, südlich Sandberg (ME-028), die ebenfalls zu dem Biotop-Verbund zugehören.

## Beschreibung
Der Hoxbach und der Sandbach, in den der Krebsbach bei Kesselsweier einmündet, sind zwei parallel verlaufende und im Westen auf dem Stadtwaldteich zufließende naturnahe, mäandrierende Sandbäche mit Uferabbrüchen, kleinen Sandbänken und langsam und schnell fließenden Abschnitten.
Der Hoxbach durchfließt den Stadtwaldteich, der auch als Hochwasser-Rückhaltebecken eine Funktion hat. Beeinträchtigt wird das Naturschutzgebiet durch das dichte Wegenetz mit mehreren Rohrdurchlässen. Zum anderen entstehen durch intensive Erholungsnutzung und freilaufende Hunde starke Trittschäden an den Bachufern.
Die Bäche werden von ineinander übergehenden, bachbegleitenden Erlenwäldern und Erlenbruchwäldern begleitet. Westlich des Teiches liegen weitere Erlenbruchwälder in einer Senke. In den Erlenwäldern kommen quellig durchsickerte Bereiche mit teilweise flächigem Torfmoosbewuchs vor, in anderen Bereichen dominieren verschiedene Seggenarten und die Sumpf-Schwertlilie. Entwässerte Abschnitten des Erlenwaldes werden überwiegend von Farnen sowie von Brombeeren, Pfeifengras u. a. eingenommen. Im Westen (vor dem Teich) geht der Erlenwald in einen lichten Eichenwald über. Das Nordufer des Stadtwald-Teiches wird von einem Erlenbruchwald begrenzt und ist bedingt naturnah, das Südufer ist durch Tritt stark beeinträchtigt. Hier schließt sich ein Roteichenbestand an.
Außerhalb der bachbegleitenden Wälder sind überwiegend feuchte und trockene Eichen-Birkenwälder zum Teil mit alten Kiefern, in der Krautschicht mit Adlerfarn oder Pfeifengras zu finden. In ihrer Struktur sind einige Abschnitte der Erlenwälder durch ihre alten oft mehrstämmigen Erlen hervorragend. Besonders gut ausgeprägte torfmoosreiche Erlenbruchwälder mit Sumpf-Veilchen und Kleinem Helmkraut finden sich im westlichen Bereich des Hoxbachs und im mittleren Bereich des Sandbachs. Besonders hervorzuheben ist ein Bruchwald südwestlich des Teiches mit stehendem Wasser sowie Vorkommen von Königsfarn und Sumpffarn. An den Hoxbach schließt sich im Osten ein Waldstück mit Erlenbruchwald an. In den feuchteren Bereichen kommen wechselnde Anteile von Moorbirke und Erle in der Baumschicht vor; teilweise ist die Erle angepflanzt.

## Schutzziele
- Erhalt und Wiederherstellung von Feuchtheidefragmenten,
- Entwicklung arten- und torfmoosreicher Bruchwälder mit naturnahen Bachläufen und
- Optimierung eines Heideteiches mit Verlandungsgürteln.[2]

## Bedeutung
Das Naturschutzgebiet ist eine von mehreren NSG-Teilflächen im Hildener Stadtwald zwischen Hilden und Haan mit Moor- und Bruchwäldern, feuchten Eichen-Birkenwäldern, naturnahen Sandbächen, Feuchtheiderelikten und Trockenheide sowie Feuchtwiesen. Es bildet mit der Ohligser Heide und dem Further Moor einen Biotopverbund auf der Bergischen Heideterrasse, die sich bis zur Wahner Heide erstreckt. Daher gehört das FFH-Gebiet zum natura-2000 Biotopnetz.

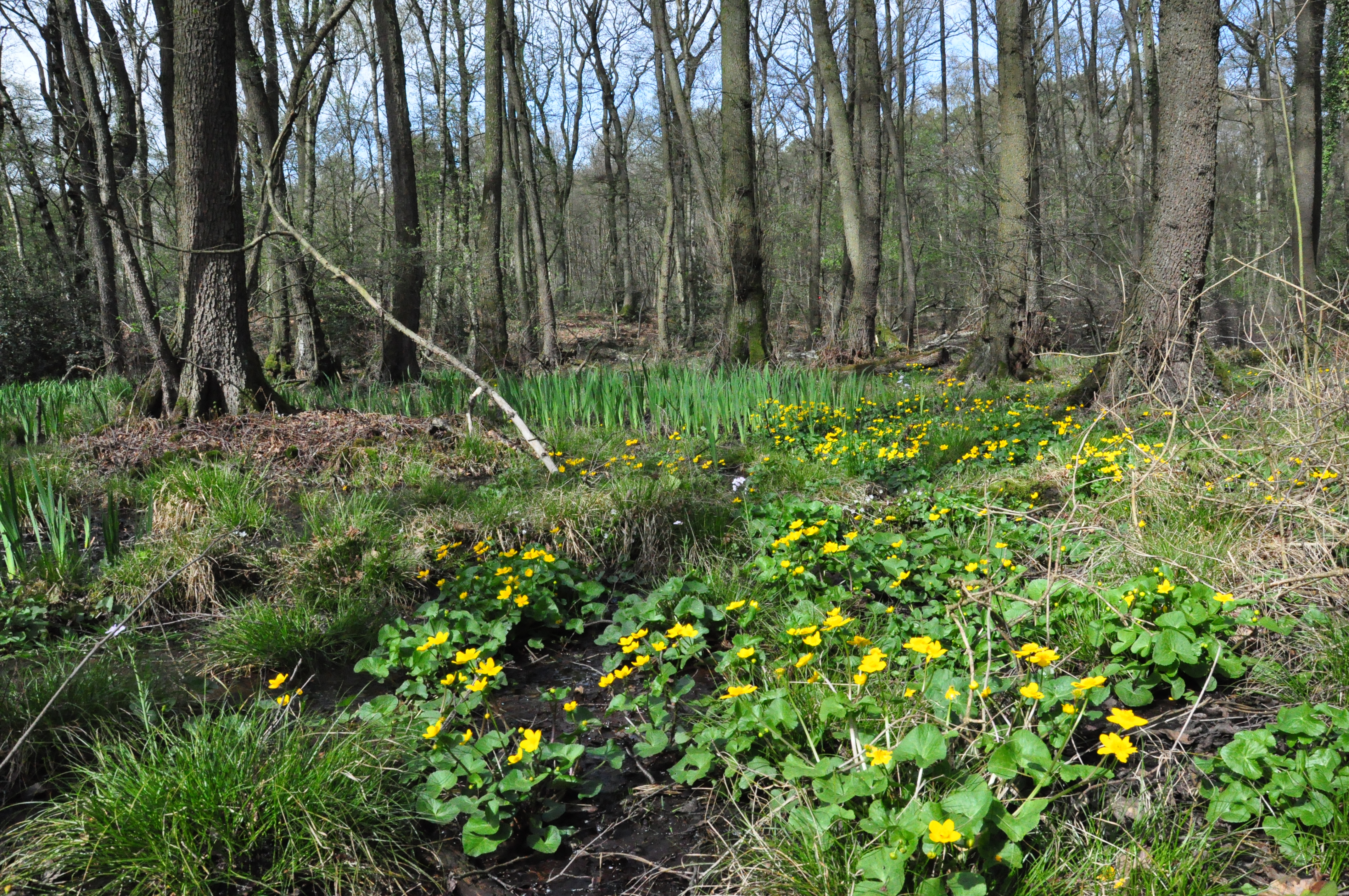
NSG am Hoxbach im Frühling  mit Sumpf-Dotterblumen u. Sumpf-Schwertlilien
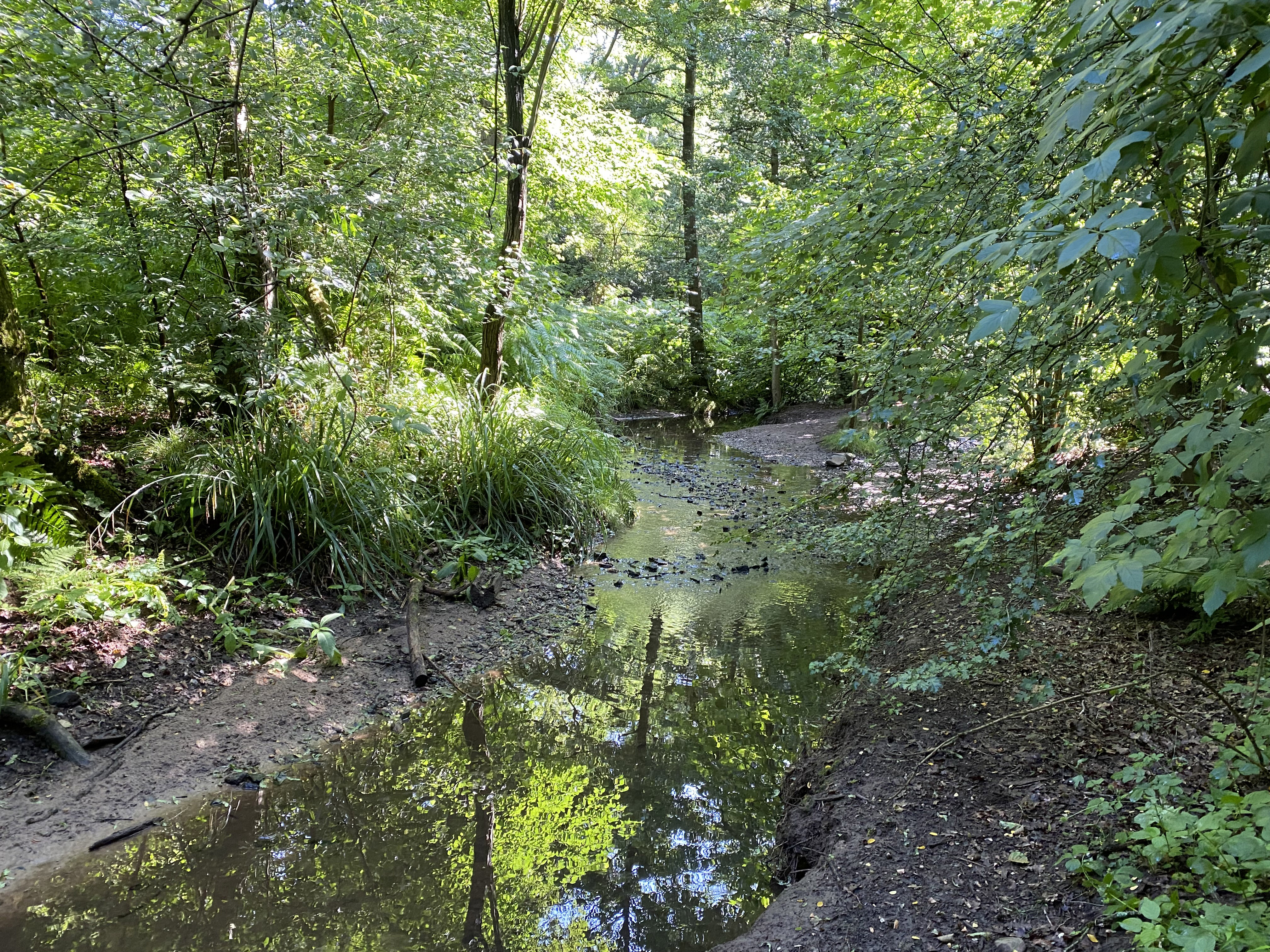
Sandbach an der Einmündung des Krebsbaches bei Kesselsweier
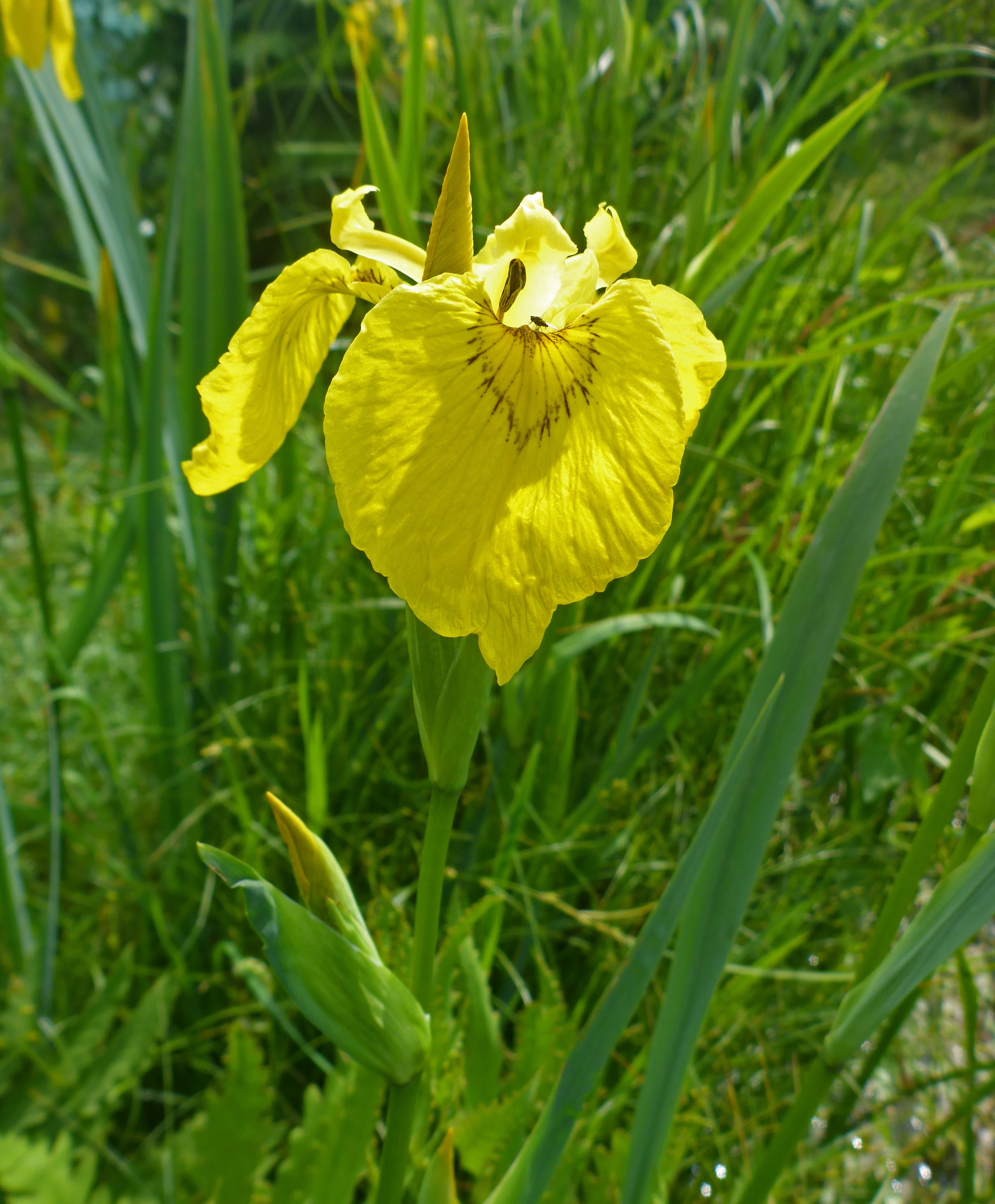
Sumpf-Schwertlilie (Iris pseudacorus)
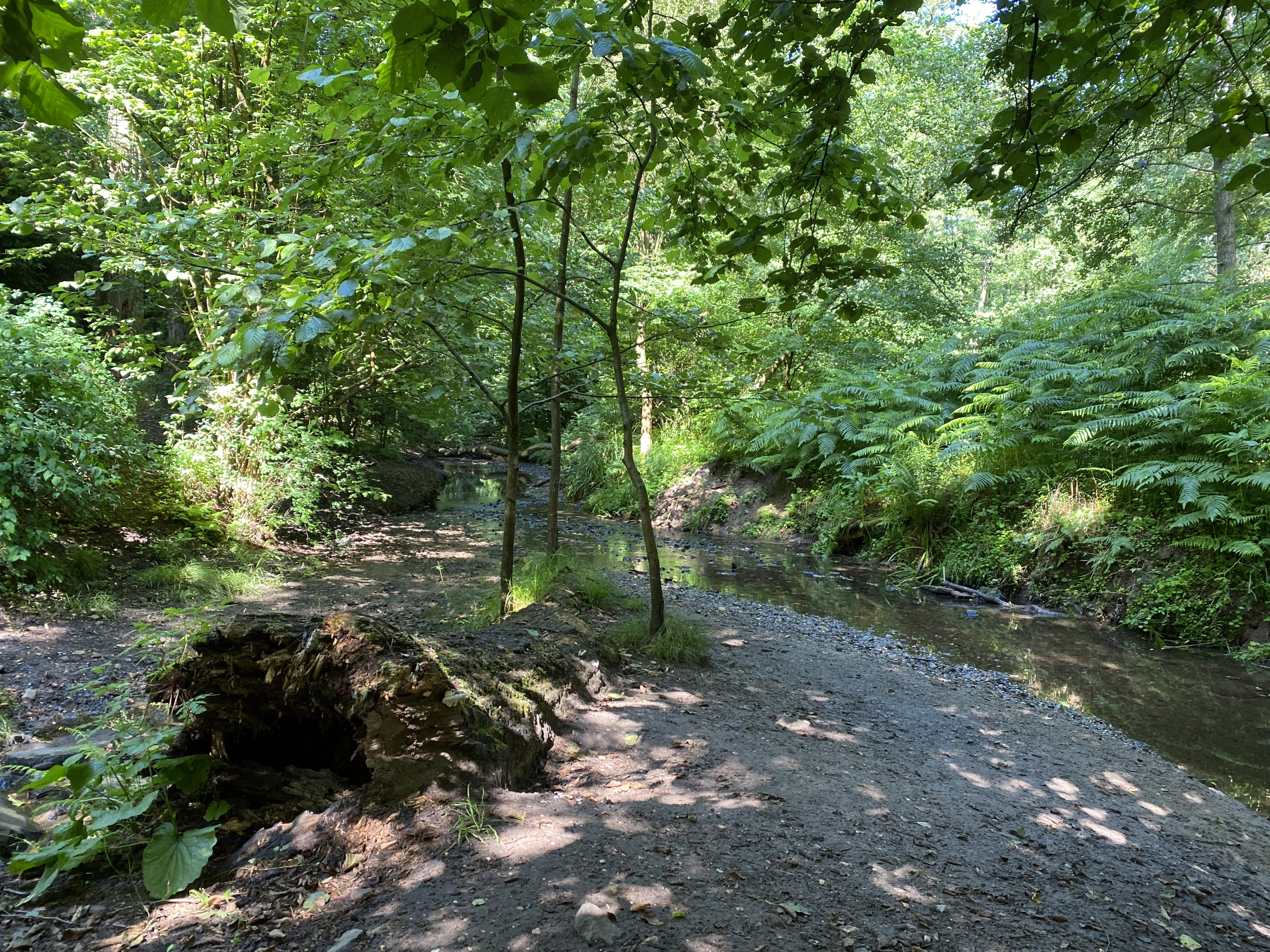
Totholz im Sandbach b. Kesselsweier
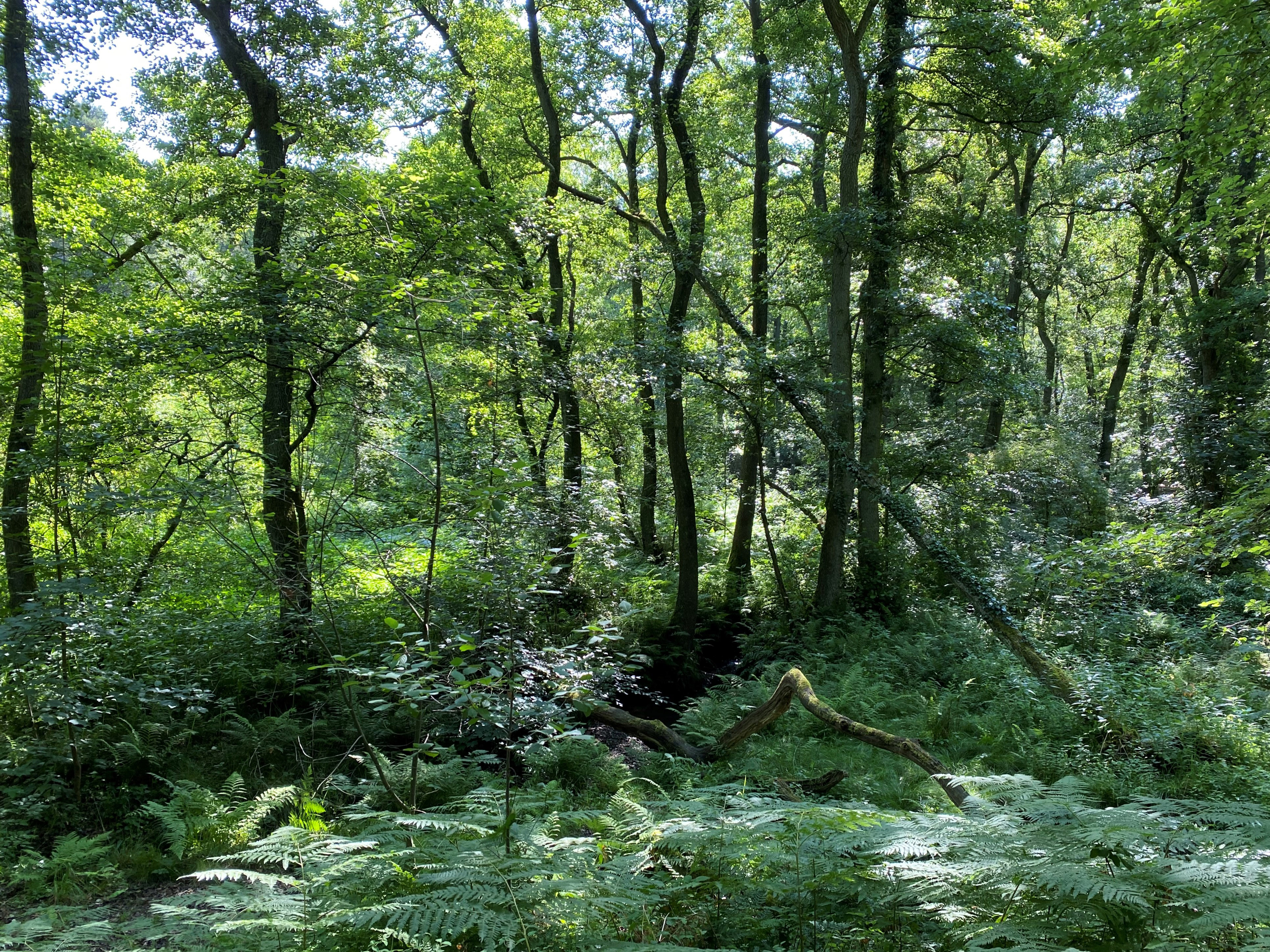
Erlenbruchwald
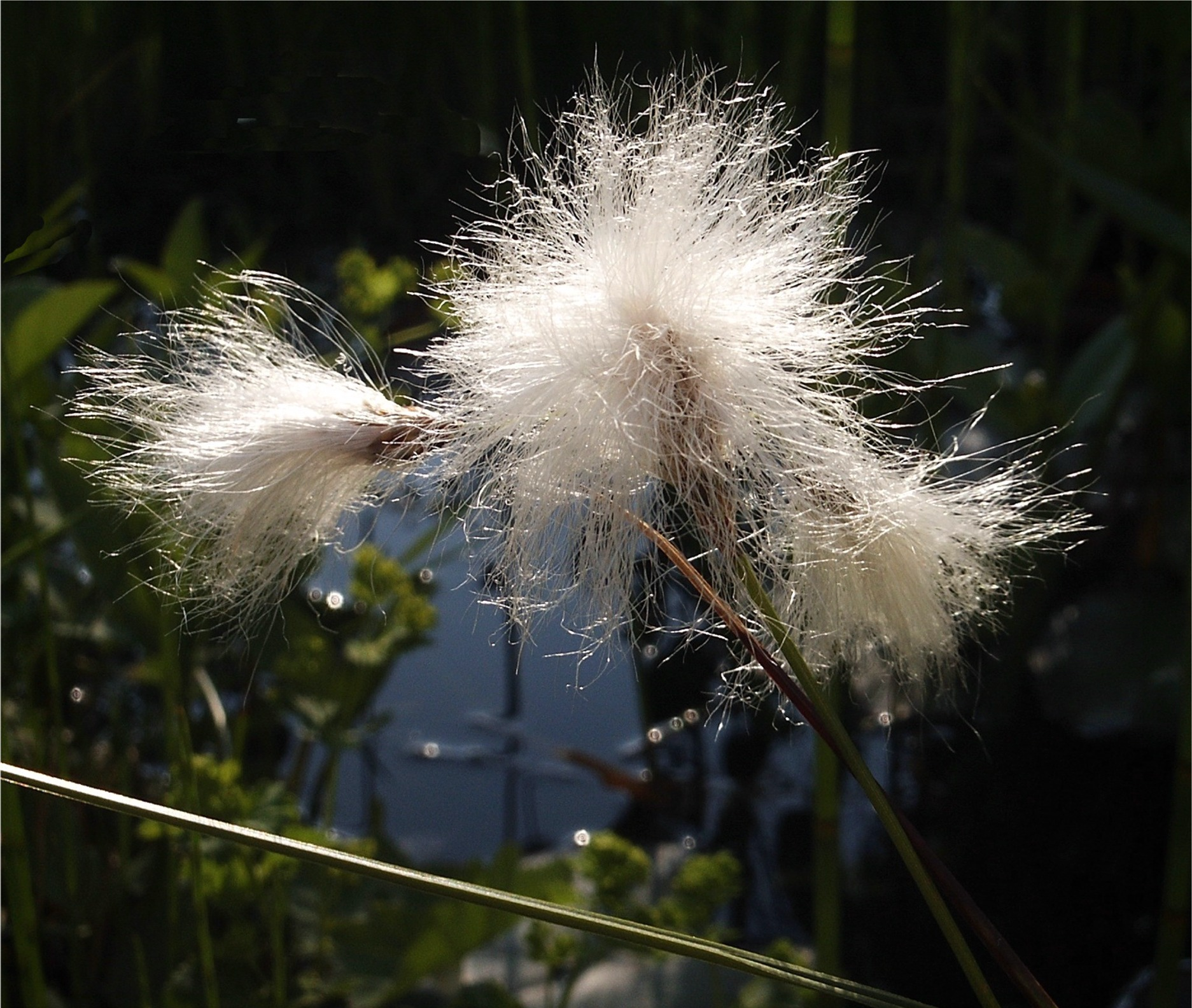
Schmalblättriges Wollgras (Eriophorum angustifolium)
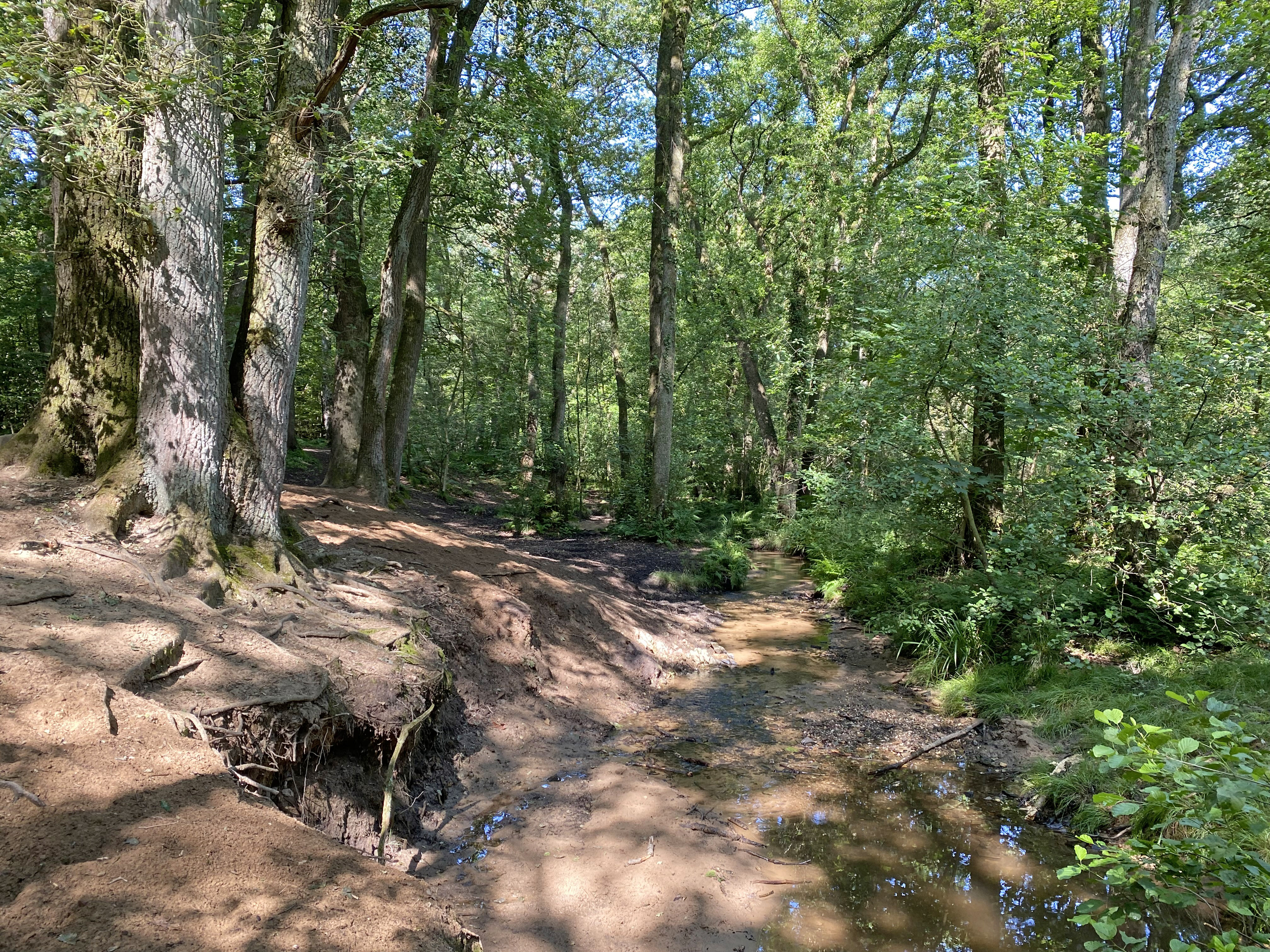
Trittschäden am Sandbach-Ufer
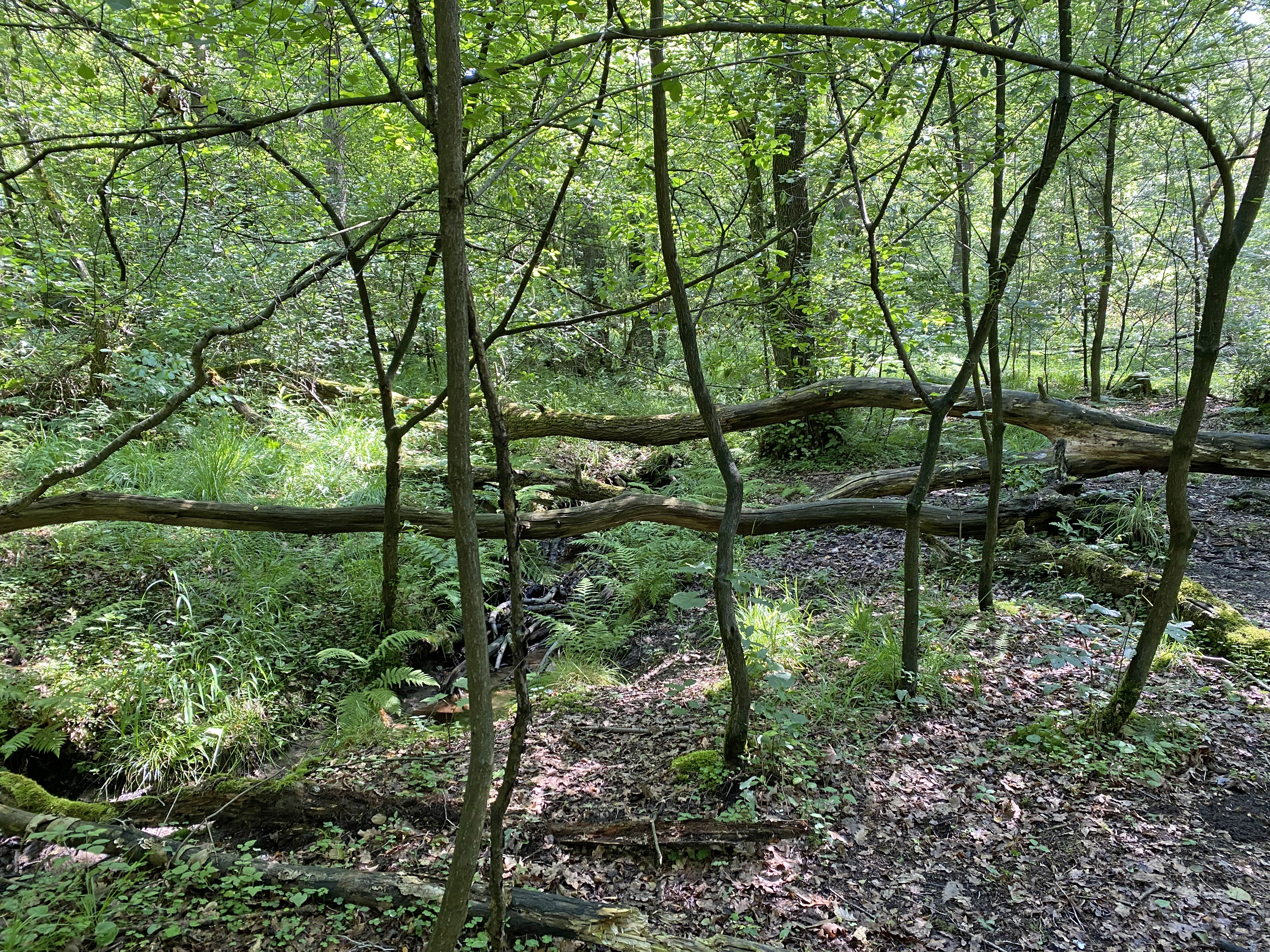
Erlenbruchwald am Hoxbach
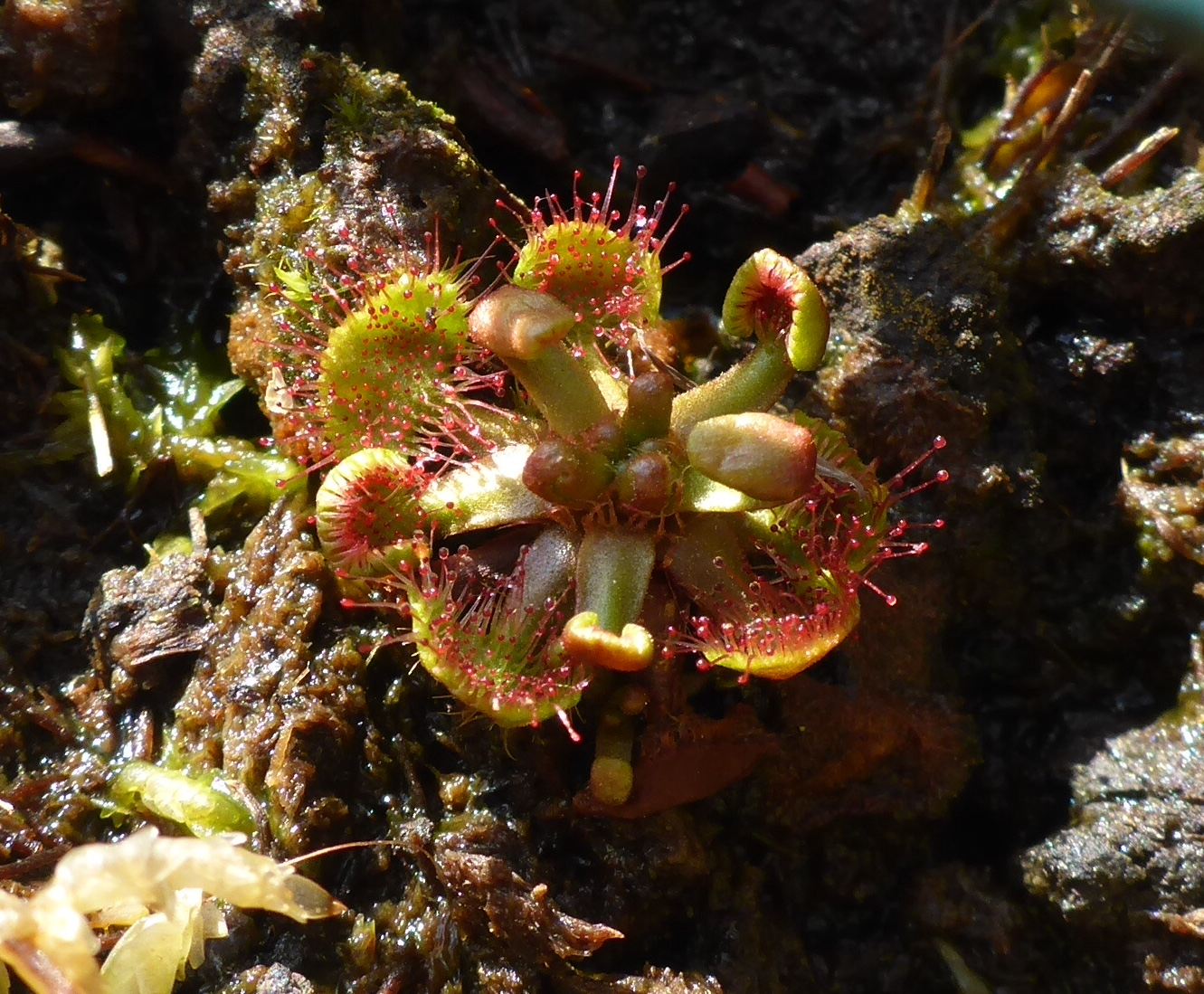
Rundblättriger Sonnentau (Drosera rotundifolia)
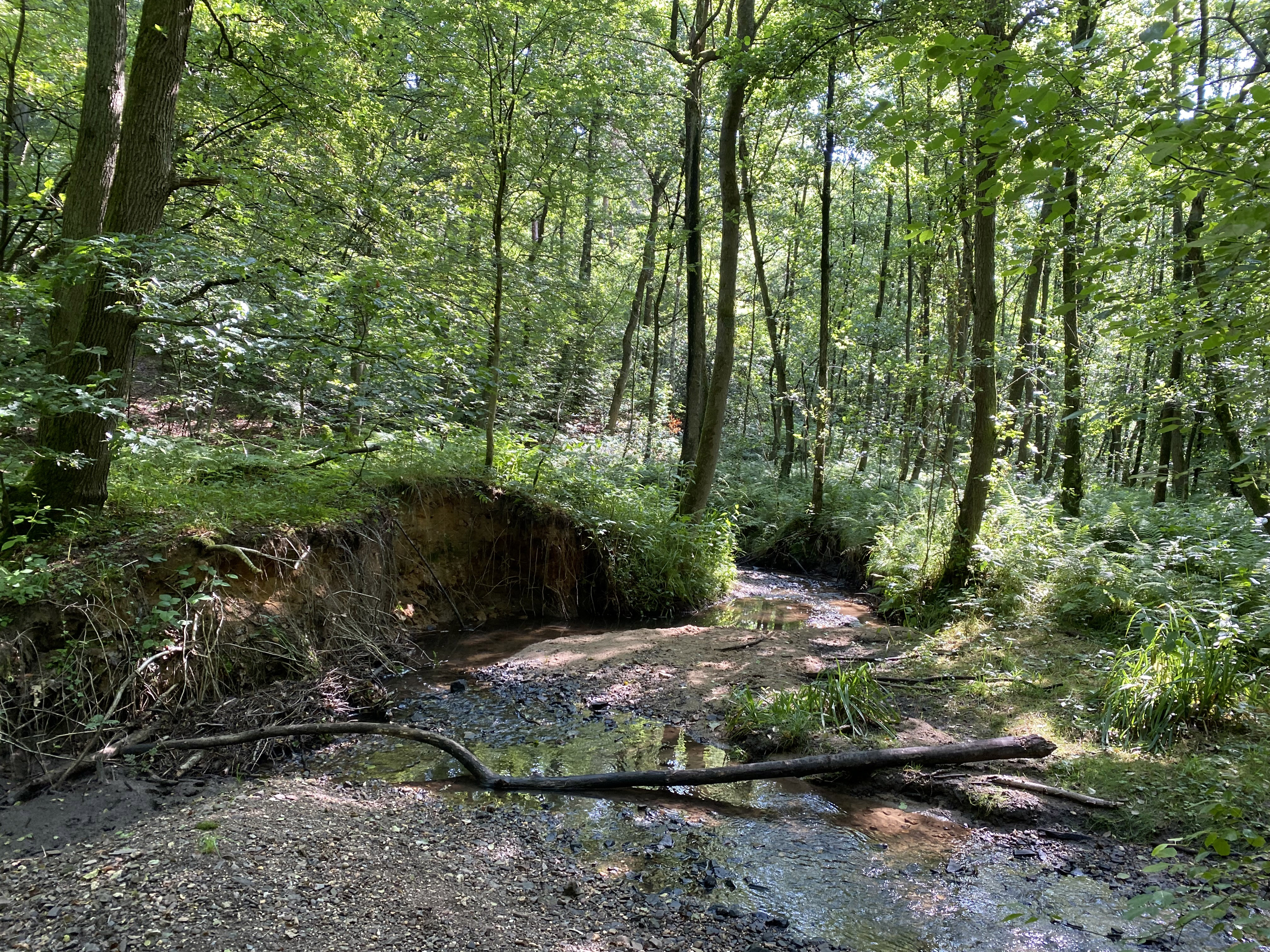
Sandbach – naturnah mäandernd
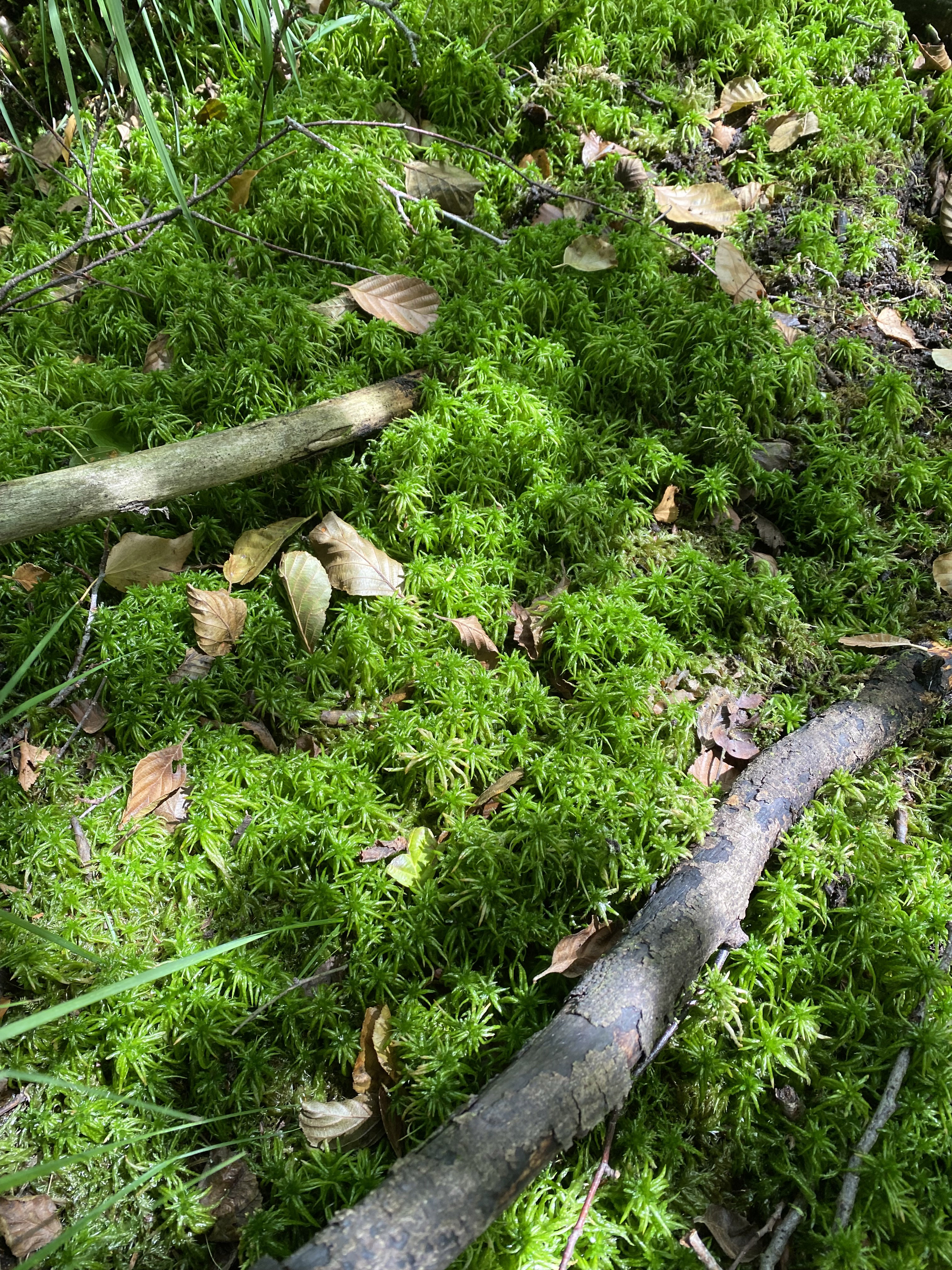
Torfmoose (Sphagnum spec.)
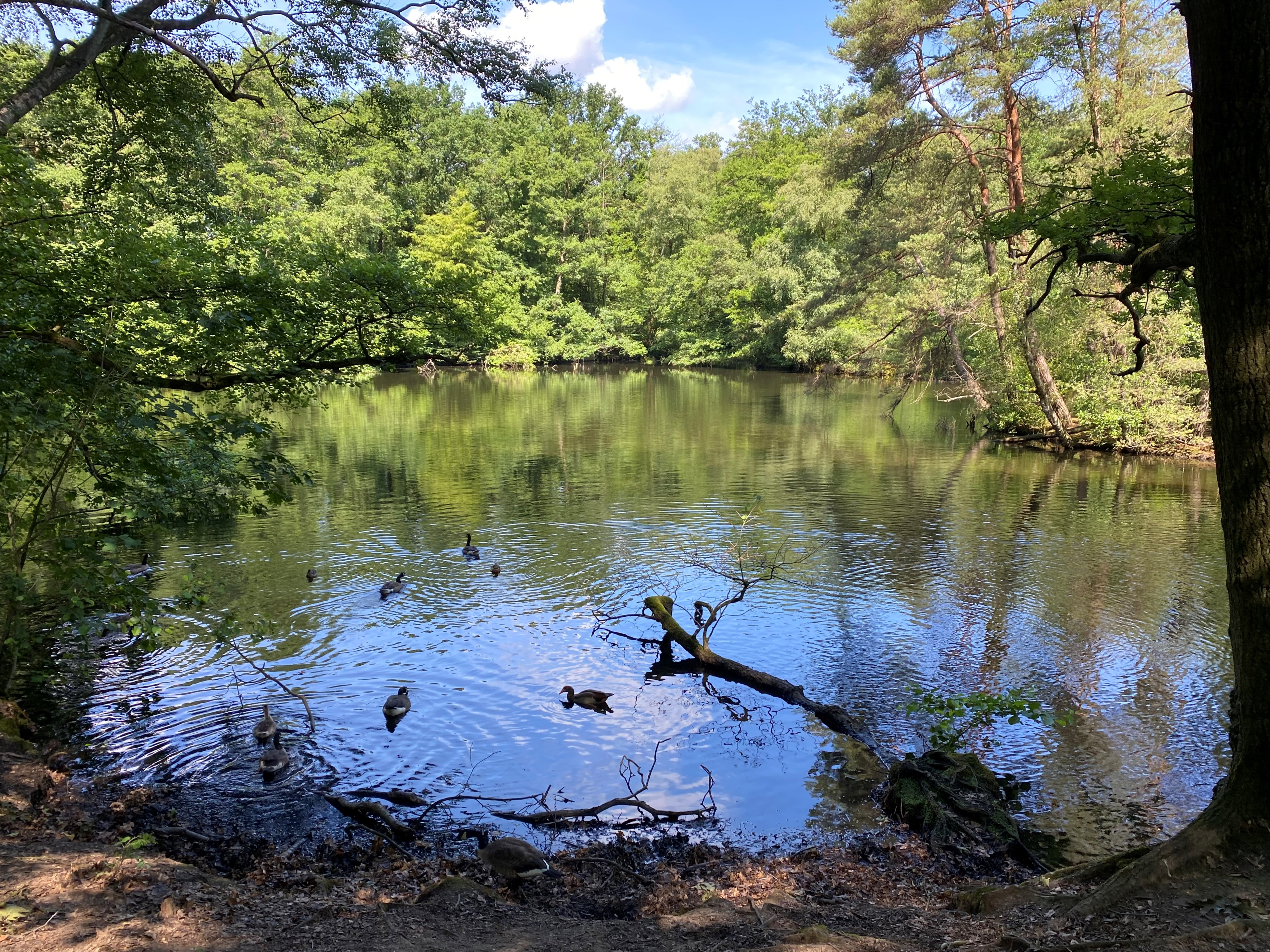
Stadtwaldteich – gespeist vom Hoxbach
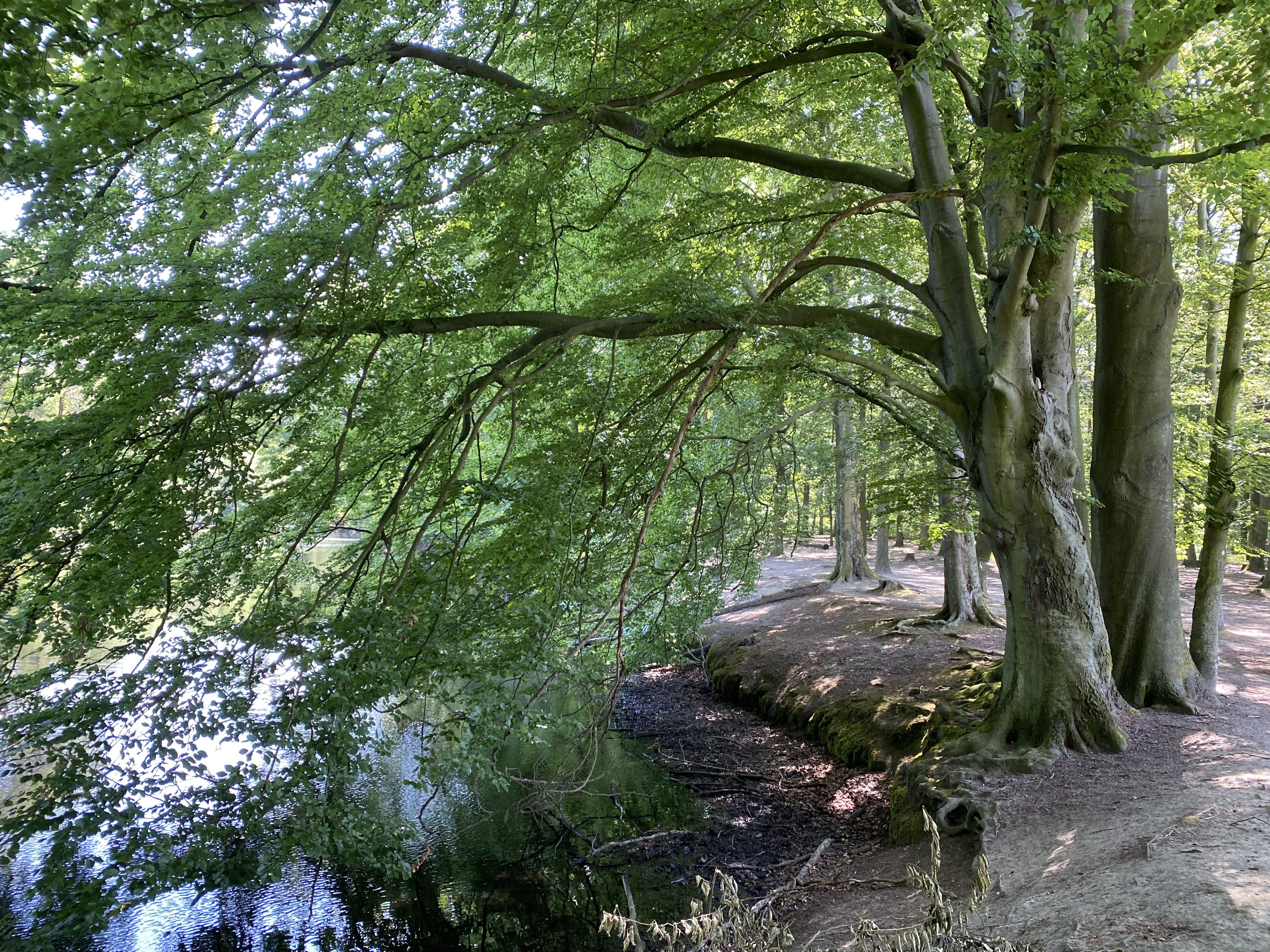
Große Rotbuchen am Stadtwaldteich
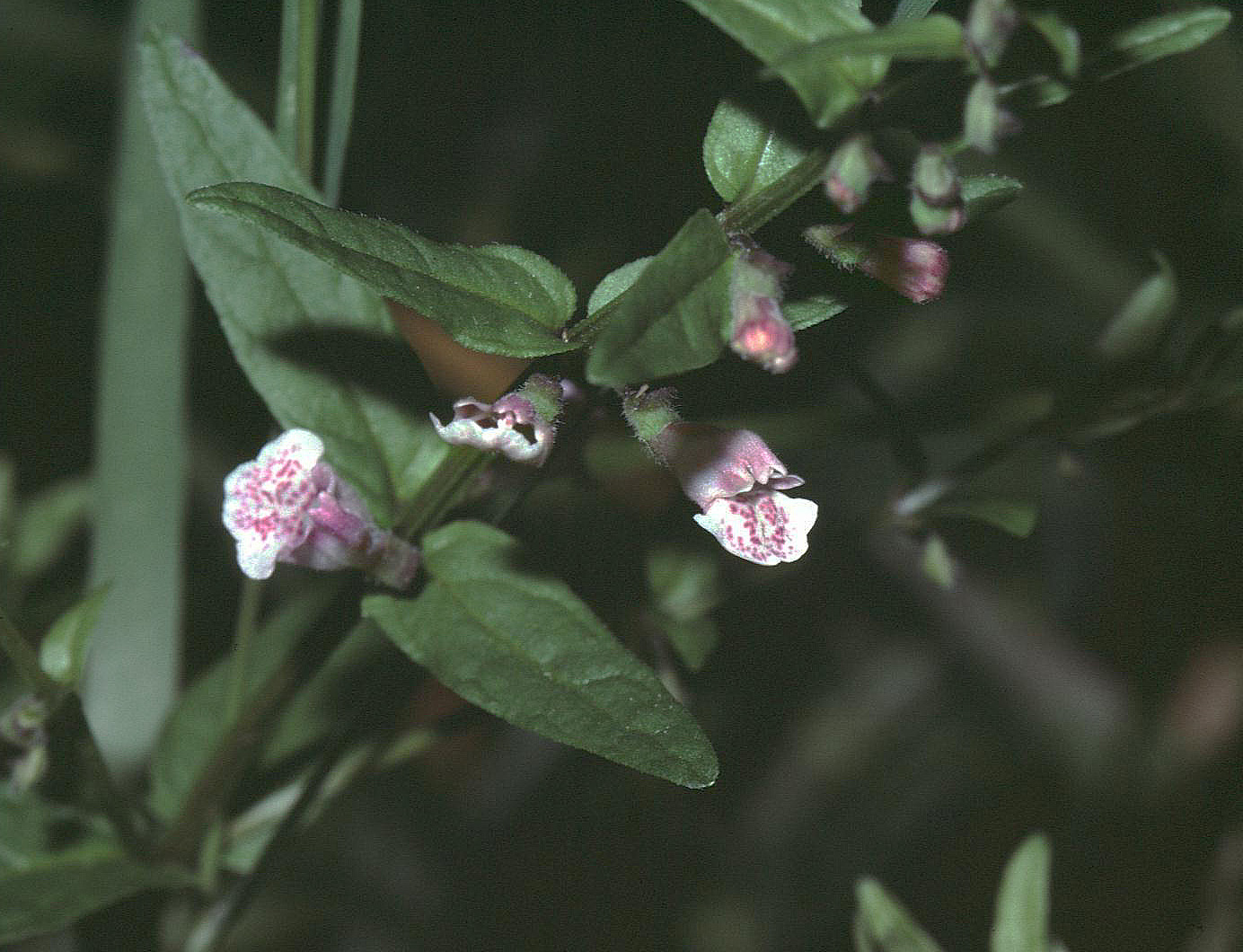
Rarität Kleines Helmkraut (Scutellaria minor)
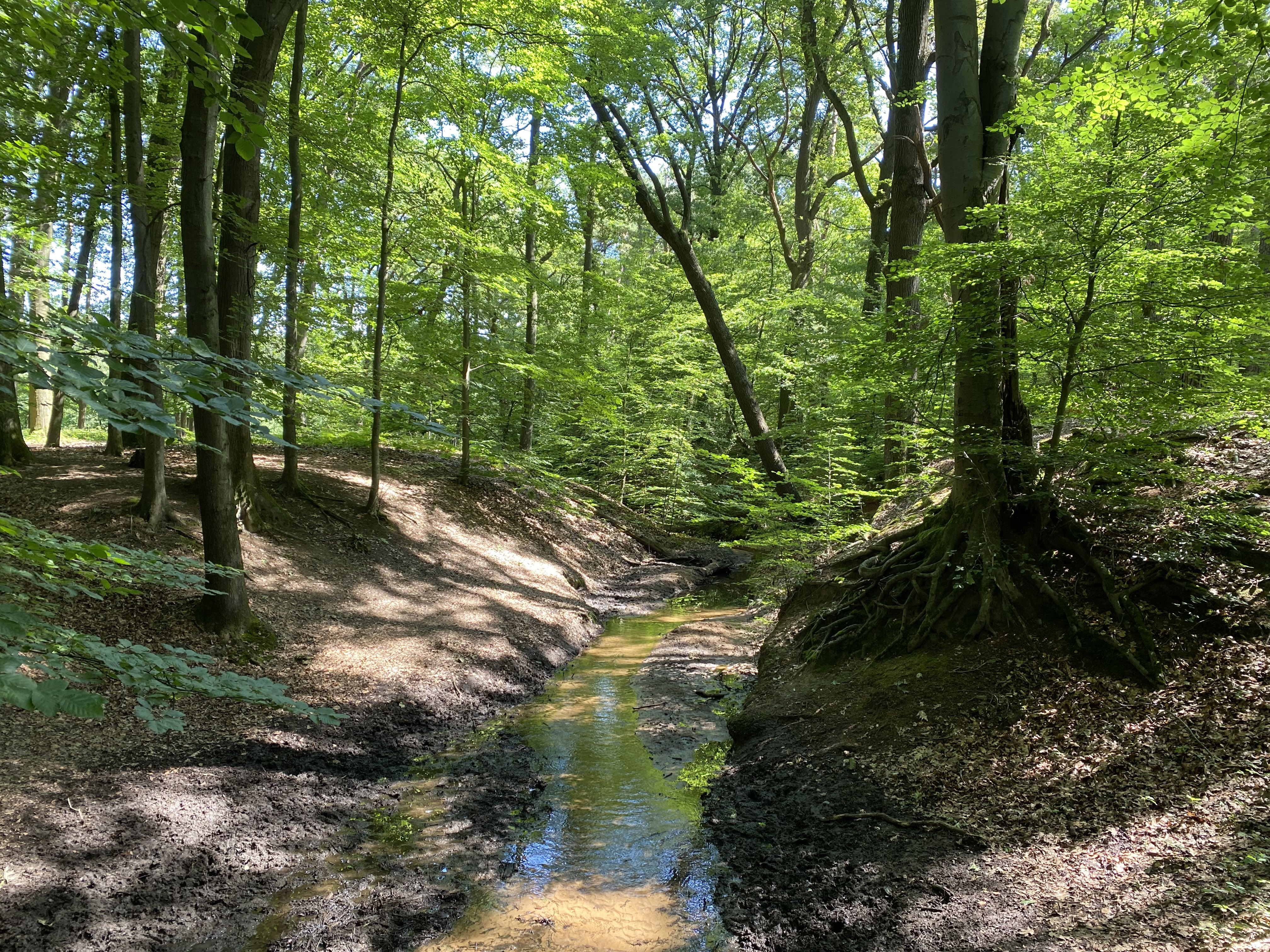
Der Sandbach fließt am Stadtwaldteich vorbei.